# Scotorepens greyii
Scotorepens greyii is een vleermuis uit het geslacht Scotorepens die voorkomt in Noord- en Midden-Australië, zuidelijk tot Noordwest-New South Wales. Het dier komt voor in allerlei soorten grasland en bos. Als het warm is heeft deze vleermuis toegang tot water nodig.
De rugvacht is geel- tot roodbruin, de buik lichtgrijs. Tussen mond en oren zit een gele bobbel. De kop-romplengte bedraagt 37 tot 53 mm, de staartlengte 25 tot 48,5 mm, de voorarmlengte 27 tot 35 mm, de oorlengte 10 tot 13 mm en het gewicht 4,0 tot 11,0 g.